# Cien bocetos sin pretensiones para regocijo de la gente decente

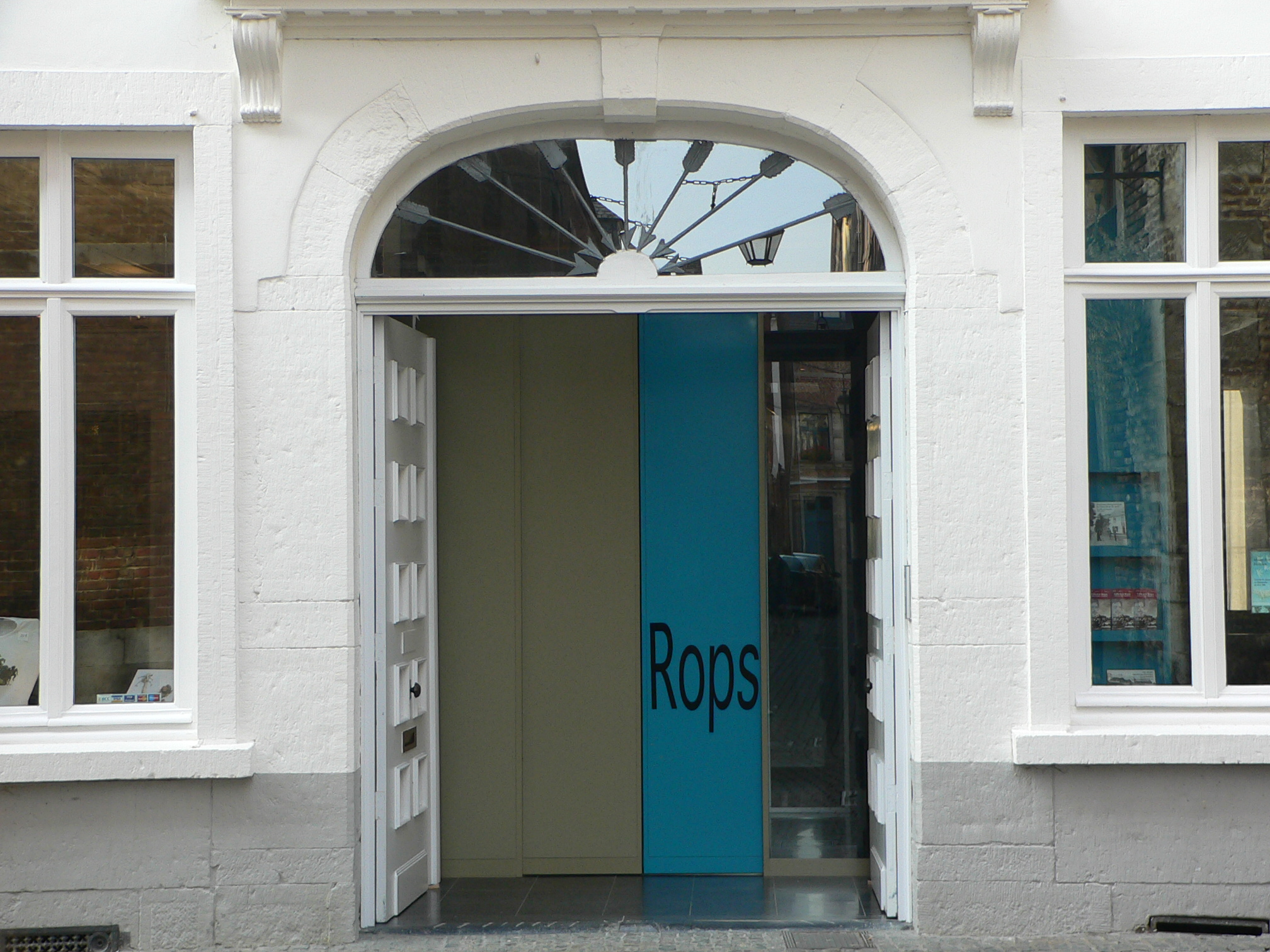
Museo provincial Félicien Rops, Namur, Valonia, Bélgica.

Cien bocetos sin pretensiones para el placer de la gente decente o Cien bocetos sencillos para deleite de la gente honesta (en francés: Cent légers croquis sans prétention pour réjouir les honnêtes gens) es un ciclo artístico creado por el pintor belga Félicien Rops entre 1878 y 1881. El ciclo consta de ciento doce dibujos divididos en dos álbumes. Los álbumes fueron encuadernados en cuero rojo azafrán por el famoso encuadernador del Segundo Imperio Maurius Michel (1846-1925).

## El origen del ciclo
La obra fue encargada por Jules Noilly, bibliófilo francés y admirador de las obras de Rops. Rops creó hojas individuales utilizando una combinación de técnicas de pastel, lápiz de color, gouache, tiza y acuarela. El motivo central son los cuerpos femeninos semidesnudos, provocativos por su extrañeza y excepcionalidad sexual. La intención tanto de Rops como de Noilly era parodiar y burlarse de la hipocresía de la sociedad burguesa. Los álbumes constan siempre de un frontispicio principal, una posdata y diez frontispicios, un frontispicio por cada serie de diez dibujos. La obra es un intento de atesorar la tipología de una mujer moderna que utiliza su sexualidad para penetrar el mundo de los hombres y dominar ese mundo.

## Descripción de algunas piezas

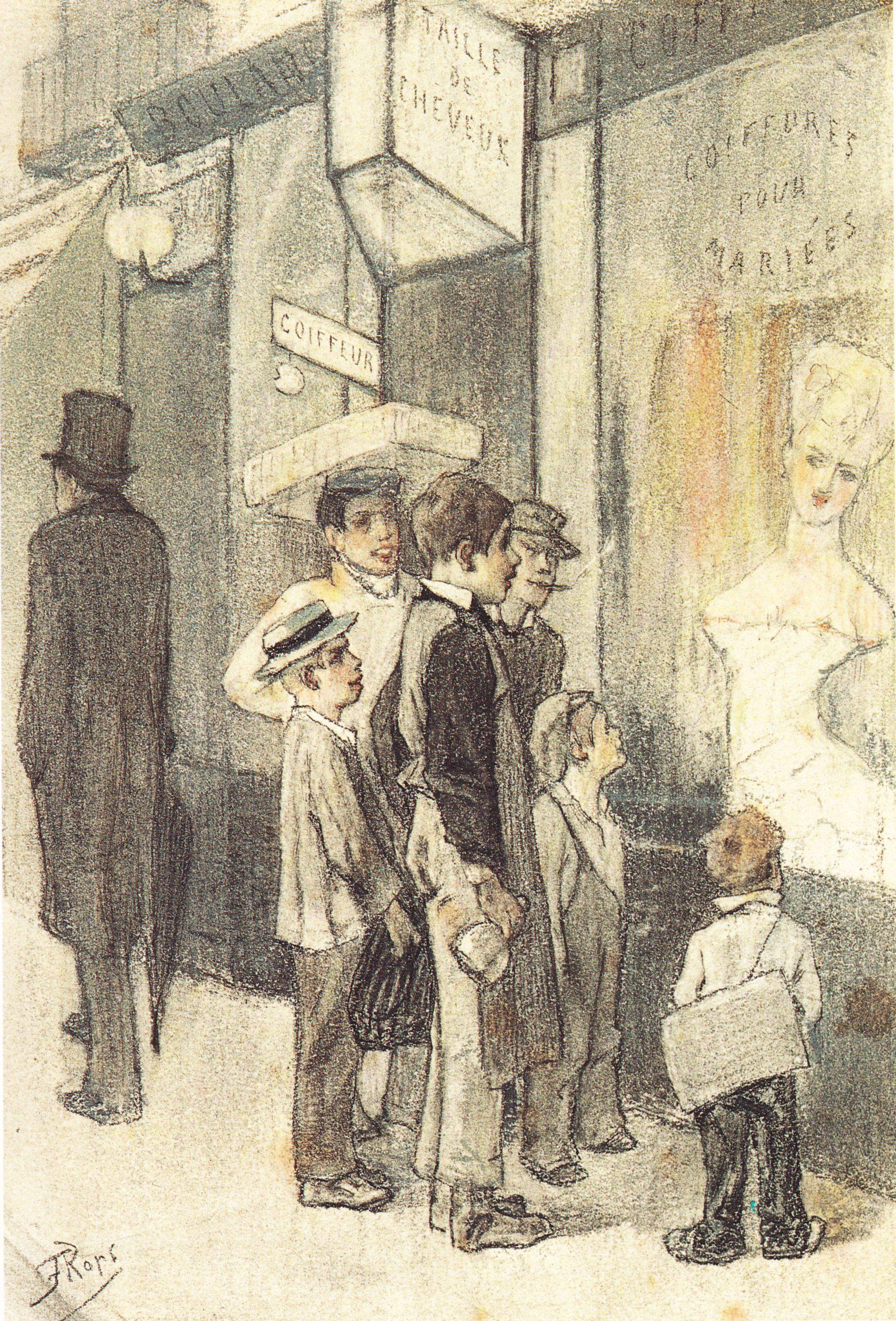
Primera emoción, 25,8 cm × 18 cm, lápiz, tiza, pastel, lápiz de color. Un grupito de niños trabajadores observan fascinados el voluptuoso maniquí del escaparate de una peluquería.

El frontispicio principal se titula Rops en su estudio con una modelo (Rops dans son atelier avec son modèle) de 1878. El autorretrato muestra al artista fumando un cigarrillo y examinando a su modelo. La mujer guarda su ropa para inspirar al pintor. Rops también utilizó un motivo similar de una mujer casi desnuda en la hoja La bibliotecaria (La bibliothécaire). Una mujer desnuda tumbada en la cama de espaldas al espectador, lee literatura moralmente objetable; el Diablo con una sonrisa siniestra, acaba de salir de su escondite detrás de la cortina y ofrece a la mujer otra lectura inmoral. La literatura censurada o erótica fue prohibida en el siglo XIX. Aquí el pintor señala el placer y la excitante alegría de tal lectura. El mismo motivo se repite en el pastel Demanda (Démangeaison). Aquí, una prostituta examina su cuerpo desnudo ante el espejo mientras un hombre maduro la observa lujuriosamente a través de la puerta entreabierta. Usando el espejo, Rops logró un doble efecto: la magia del erotismo femenino frente al espejo, y a través del reflejo del hombre más mayor mostrar despiadadamente el futuro destino de la mujer.
El deseo masculino está representado en las hojas La Bella y la Bestia (La Belle et la bête) y Primer suspiro (Premier Sopir). El motivo de un hombre mirando a una mujer desnudándose o vistiéndose también fue utilizado por Rops en el dibujo El arreglo (La Toilette), con una cortesana en ropa interior arreglándose en el tocador en presencia de su cliente. En la hoja Recuerdos de antaño (Souvenirs Đ'antan), las evocaciones románticas de un anciano marino en forma de jóvenes desnudas en varias posiciones, flotan en la habitación donde fuma en pipa junto al fuego de la chimenea.

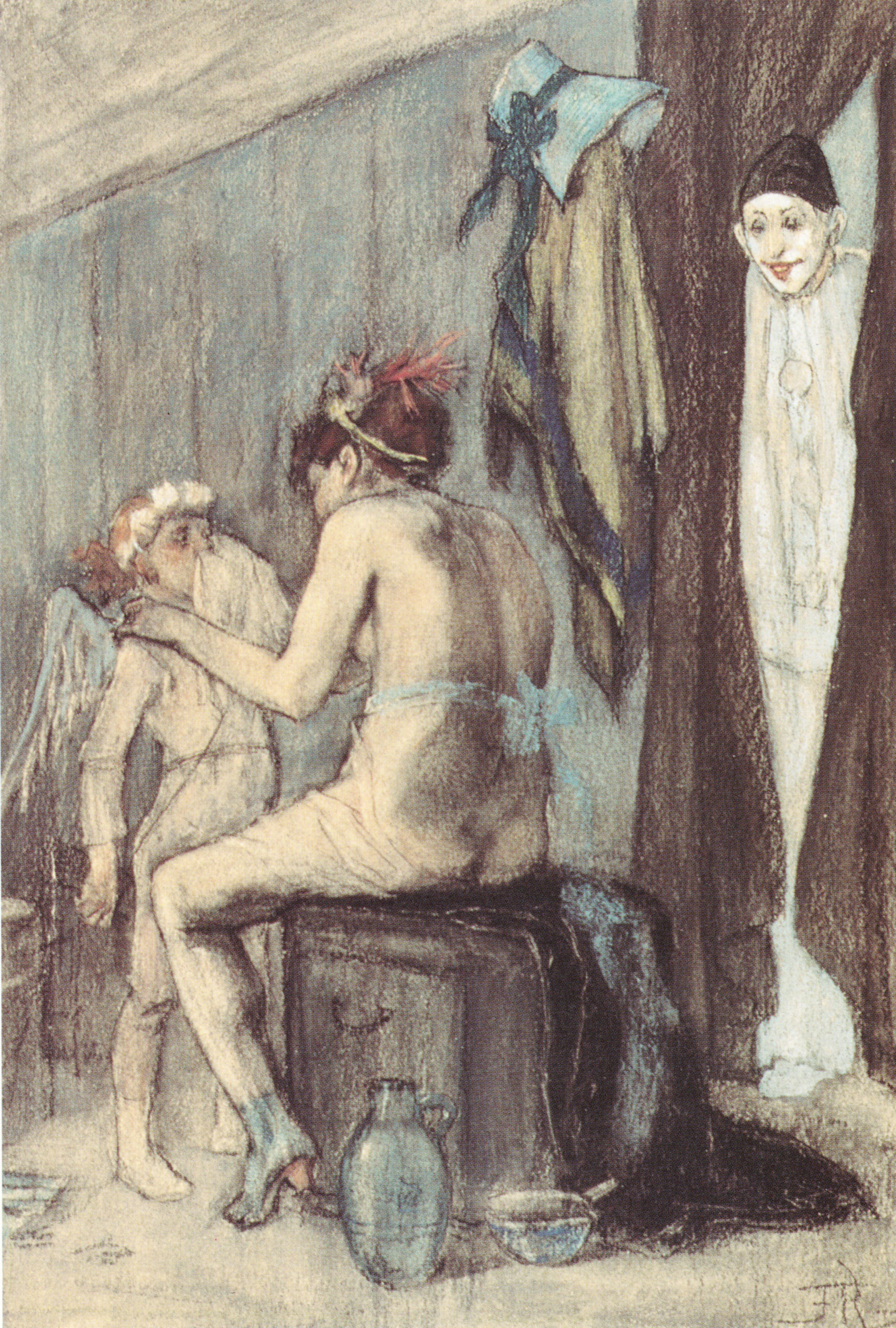
El amor vuela (L'amour mouché), 21,8 cm × 14,8 cm, pastel, gouache, tiza; Museo F. R., Namur, Bélgica.

Venus y la isla de Citera también son motivos frecuentes del ciclo. Un ejemplo es el frontispicio Sociedad Arqueológica de Citera (Société archélogique de Cythère). Es una alegoría de la excavación del cuerpo de Venus, los amorcillos están fotografiando su hallazgo mientras otros están trayendo los pechos, cada uno por separado, y excavando las parte inferior de la estatua que sobresale del suelo. Una Venus semidesnuda también aparece representada en la hoja El aseo en Citera (La Toilette à Cythère). El autor destaca el triunfalismo de la Venus sentada, cuyo desnudo sugerente, aun mantiene las medias y zapatos, contrasta con el espacio vacío de fondo mientras amorcillos y muebles alados le acercan el gran espejo, los artículos de aseo y afeites. Otra lámina con el motivo de Venus es El pesaje en Citera (Le Pesage à Cythère), donde el cuerpo de una rubia y voluptuosa Venus sentada en un platillo de la balanza como símbolo de la sexualidad pesa más que toda la riqueza del mundo en el otro. La Venus desnuda sostiene en su mano una marioneta que representa al hombre que, bajo la influencia de su poder erótico, se convierte en una marioneta sin sentido, en un payaso ridículo. Rops intentó mostrar el nacimiento de la Venus moderna con el dibujo La ducha (La Douche). Aquí, se muestra a una mujer de pie en una ducha de balneario cayendo el agua sobre su cabeza mientras un asistente lanza un chorro de agua de una manguera hacia su entrepierna. El chorro de agua es una metáfora del coito.
El gran tema del ciclo es la representación de sacerdotisas del amor en diferentes ambientes. El escenario de la calle nocturna donde una prostituta se ofrece en Las cuatro de la mañana (Quatre heures du matin), el boudoir de la cortesana divertida ante el joven pretendiente novato del dibujo La canción del querubín (La Chanson de Chérubin), el burdel de La comisión de control (Le Conseil de révision). En esta lámina, Rops muestra a una joven de pie desnuda en el interior de un burdel, mientras un inspector examina cuidadosamente el cuerpo para ver si presenta algún síntoma y por lo tanto si podrá continuar trabajando como prostituta.
Mostró su capacidad para celebrar las diversas formas del cuerpo femenino en los dibujos El moldeado (Le moulage), El músculo de un modisto (Le muscle du grand couurier) o El masaje (Le masaje). En la lámina La lección de higiene (La leçon ďhygiene), Rops muestra cuerpos femeninos como modelos anatómicos en cera, afectados por la sífilis, colocados en un museo de patología. Rops retrató a mujeres fuertes y dominantes en Después de medianoche (Passé minuit), donde una burguesa de mediana edad se lanza furiosa sobre su marido trasnochador, mientras en la pared irónicamente se ve el formal retrato de boda de la pareja, y en La revolución social (Le révolution sociale) donde el símbolo de la revolución es una prostituta parada de perfil sobre una barricada. Está desnuda y sólo lleva medias de seda y zapatos rojos de tacón alto, además del sable.

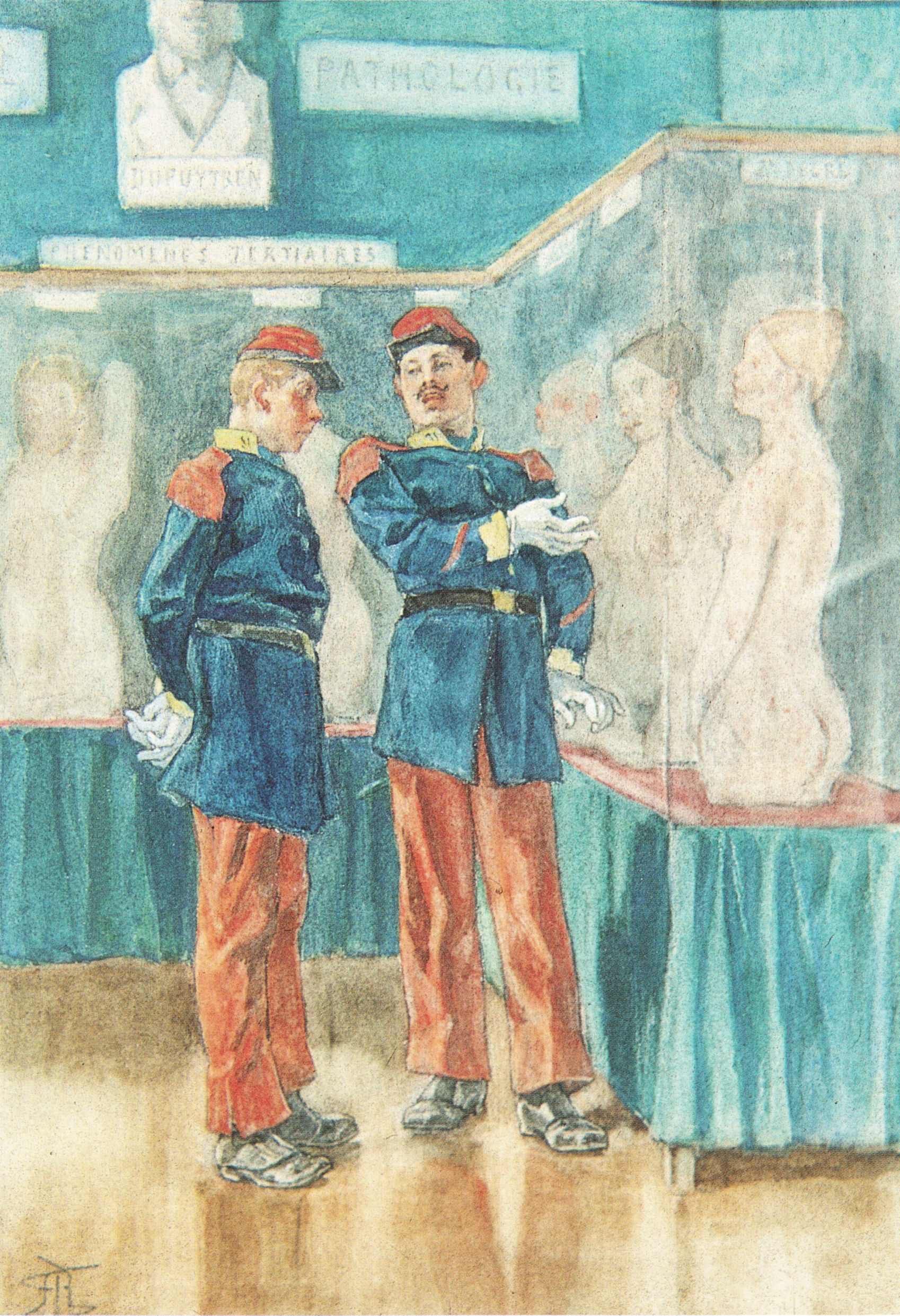
La lección de higiene, 21,5 cm × 14,5 cm, acuarela, gouache, lápiz de color, pastel; colección privada, París.

Varias láminas muestran el mundo tras las bambalinas del circo, que el artista conoció personalmente, por ejemplo la lámina El ángel de la apoteosis (L'ange de l'apothéose) o la lámina La repetición (La répétition). Aquí Rops demuestra cuán perfectamente puede capturar diferentes formas del arte circense. Un hombre observa a una artista desnuda ensayando suspendida boca abajo, con los pies enganchados en un aro colgante. En el dibujo Mujer trapecista (La Femme au trapèze), Rops representó un cuerpo femenino musculoso y firme. Sin embargo, su rostro tiene una mirada suplicante y una expresión cansada. Es el retrato de una mujer que conoce la miseria, la volatilidad y los peligros diarios de la vida de un comediante. El mundo necesitado del circo también queda plasmado en el dibujo El entreacto de Minerva (L'entreacte de Minerve). Una artista de circo desnuda se sienta a una mesa entre dos actos, bebe de un tazón mirando melancólicamente al vacío. Un escudo a los pies, el casco con un loro aun puesto. Un payaso la observa apartando una cortina. También el dibujo de El amor vuela (L'amour mouché) muestra a un pierrot de pie detrás de una cortina mirando a una artista sentada medio desnuda sonando a su pequeño hijo en el papel de Cupido. Aunque sonriente ante el detalle vulgar, el rostro pálido de Pierrot se asemeja a una máscara mortuoria, evocando un sentimiento de miseria, incertidumbre existencial y el peso de la vida. En la hoja L'homme à la femme sauvage (El hombre y la salvaje), una mujer disfrazada de india seduce a un hombre en un ambiente de atrezzo teatral.

## Resumen
Félicien Rops intentó capturar las formas de la mujer moderna en la serie Cien bocetos sencillos para el deleite de la gente honesta. El álbum está basado en el ciclo literario de Balzac La comedia humana y también en el ciclo de novelas de Zola Los Rougon-Macquart. Muestra damas burguesas, cortesanas, prostitutas, grisettes, loretas, modelos, artistas del circo y de las variedades, en láminas individuales y las ubica en diversos ambientes. Aparecen la mayoría desnudas o semidesnudas, porque pretende que lo que se quiere resaltar también debe estar parcialmente cubierto. Por eso los cuerpos femeninos medio expuestos son típicos de él. Este ciclo es excepcional por su alcance, concepción original y calidad artística.